# Danh sách tập phim Mèo Oggy và những chú gián tinh nghịch
Bài viết này là danh sách các tập của loạt phim hoạt hình Pháp Mèo Oggy và những chú gián tinh nghịch. Tính đến tháng 11 năm 2022, "The Magic Pen" (" Crayon Magique ") là tập phim được xem nhiều nhất trên YouTube với hơn 159 triệu lượt xem.

## Tổng quan loạt phim
| Mùa | Mùa | Phân đoạn | Số tập | Số tập | Phát sóng gốc        | Phát sóng gốc        | Phát sóng gốc |
| Mùa | Mùa | Phân đoạn | Số tập | Số tập | Phát sóng lần đầu    | Phát sóng lần cuối   | Network       |
| --- | --- | --------- | ------ | ------ | -------------------- | -------------------- | ------------- |
|     | 1   | 78        | 26     | 26     | 6 tháng 9 năm 1998   | 11 tháng 2 năm 1999  | France 3      |
|     | 2   | 78        | 26     | 26     | 4 tháng 9 năm 2000   | 5 tháng 4 năm 2003   | France 3      |
|     | 3   | 39        | 13     | 13     | 18 tháng 10 năm 2008 | 24 tháng 12 năm 2008 | Canal+ Family |
|     | 4   | 74        | 26     | 26     | 2 tháng 1 năm 2012   | 12 tháng 12 năm 2013 | Canal+ Family |
|     | 5   | 76        | 26     | 26     | 30 tháng 6 năm 2016  | 30 tháng 7 năm 2016  | Gulli         |
|     | 6   | 78        | 26     | 26     | 16 tháng 5 năm 2017  | 3 tháng 8 năm 2017   | Gulli         |
|     | 7   | 78        | 26     | 26     | 19 tháng 3 năm 2018  | 30 tháng 1 năm 2019  | Gulli         |

## Danh sách tập phim

### Mùa 1 (1998–1999)
| Tập (từ đầu) | Tập (theo mùa) | Tên tập phim (tiếng Việt)          | Tên tiếng Anh                | Được viết bởi                                    | Nghệ sĩ kịch bản bởi   |
| ------------ | -------------- | ---------------------------------- | ---------------------------- | ------------------------------------------------ | ---------------------- |
| 1            | 1              | Sô-cô-la đắng                      | Bitter Chocolate             | Jim Gomez                                        | François Reczulski     |
| 2            | 2              | Khoai tây chiên                    | French Fries                 | René-Louis Sauger                                | Pascal David           |
| 3            | 3              | Nhiệm vụ Oggy                      | Mission Oggy                 | Serge Thiriet                                    | Rudy Bloss             |
| 4            | 4              | Tất cả đều nằm trong tầm kiểm soát | It's All Under Control       | Olivier Jean-Marie                               | Laurent Nicolas        |
| 5            | 5              | Đó là một ngày khó khăn ồn ào      | It's Been a Hard Day's Noise | Philippe Pierre-Adolphe                          | Pascal David           |
| 6            | 6              | Bệnh nhân                          | The Patient                  | Olivier Jean-Marie                               | François Reczulski     |
| 7            | 7              | Lắc đi, Oggy, lắc đi               | Shake Oggy Shake             | Michel Gaudelette                                | Rudy Bloss             |
| 8            | 8              | Sự trỗi dậy và sự sụp đổ           | The Rise And The Fall        | Olivier Jean-Marie                               | François Reczulski     |
| 9            | 9              | Đó là một thế giới nhỏ             | It's A Small World           | Olivier Jean-Marie                               | Didier Degand          |
| 10           | 10             | Chúc mừng sinh nhật                | Happy Birthday               | Michel Gaudelette                                | Christophe Pittet      |
| 11           | 11             | Sự biến hình                       | Metamorphosis                | Savy Durand                                      | Rudy Bloss             |
| 12           | 12             | Lòng ghen tị                       | Jealousy                     | Olivier Jean-Marie                               | Rudy Bloss             |
| 13           | 13             | Nhầm bên của giường                | Wrong Side Of The Bed        | Thierry Benenati                                 | François Reczulski     |
| 14           | 14             | Đi chậm với bột của bạn            | Go Slow With Your Dough      | Olivier Jean-Marie                               | Thomas Szabó           |
| 15           | 15             | Răng tốt là đúng                   | Tooth Good To Be True        | Olivier Jean-Marie                               | François Reczulski     |
| 16           | 16             | Một lối sống theo dõi              | One Track Life               | Olivier Jean-Marie                               | Patrick Claeys         |
| 17           | 17             | Máy khuấy chuột                    | Mouseagator                  | Olivier Jean-Marie Jean De Loriol Pierre Olivier | Christophe Pittet      |
| 18           | 18             | 9 tháng và đếm ngược               | Nine Months and Counting     | Olivier Jean-Marie                               | Thomas Szabó           |
| 19           | 19             | Mẹo cho con đường                  | A Tip for the Road           | Nicolas Gallet                                   | François Reczulski     |
| 20           | 20             | Người ngoài cuộc                   | The Outsider                 | Jean Louis Capron                                | Christophe Pittet      |
| 21           | 21             | Búp bê trẻ em                      | Baby Doll                    | Nicolas Gallet                                   | François Reczulski     |
| 22           | 22             | Thật là cô đơn                     | So Lonely                    | Paul Nougha                                      | Véronique Maladenat    |
| 23           | 23             | Oggy và những chú gián khổng lồ    | Oggy and the Giant Roaches   | Michel Gaudelette                                | François Reczulski     |
| 24           | 24             | Oggy và những đứa trẻ              | Oggy and the Babies          | Michel Gaudelette                                | Patrick Claeys         |
| 25           | 25             | Một buổi chiều ngày chó            | A Dog Day Afternoon          | Olivier Jean-Marie                               | François Reczulski     |
| 26           | 26             | Câu cá vui đùa                     | Fishing Frolic               | Olivier Jean-Marie                               | François Reczulski     |
| 27           | 27             | Lo ngại về độ cao                  | Rock'n'roll Altitude         | Olivier Jean-Marie                               | Lionel Allaix          |
| 28           | 28             | Đó là một chặng đường dài xuống    | It's a Long Way Down         | Olivier Jean-Marie                               | Oliver Poirette        |
| 29           | 29             | Ra ngoài buổi tối của Oggy         | Oggy's Night Out             | John Loy                                         | Christophe Pittet      |
| 30           | 30             | Chế độ ăn kiêng của Oggy           | Oggy's Diet                  | John Loy                                         | Véronique Maladenat    |
| 31           | 31             | Cỗ máy thời gian                   | The Time Machine             | Michel Gaudelette                                | Dominique Etchecopar   |
| 32           | 32             | Chiếm lĩnh                         | Occupied                     | Nicolas Gallet                                   | Lionel Allaix          |
| 33           | 33             | Nhà cho thuê                       | House for Rent               | Nicolas Gallet                                   | Thomas Szabó           |
| 34           | 34             | Tấm vé số                          | The Lottery Ticket           | Michel Gaudelette Manu Larcenet                  | François Reczulski     |
| 35           | 35             | Mồi cắn lại                        | The Bait Bites Back          | Paul Nougha                                      | Thomas Szabó           |
| 36           | 36             | Bên trong cơ thể                   | Globulopolis                 | Christopher Assefi                               | François Reczulski     |
| 37           | 37             | Gián vũ trụ                        | Space Roaches                | John Loy                                         | Christophe Pittet      |
| 38           | 38             | Tận cùng                           | Deep End                     | Olivier Jean-Marie                               | Marc Gordon-Bates      |
| 39           | 39             | Nấc cục                            | The Hiccup                   | René-Louis Sauger                                | Lionel Allaix          |
| 40           | 40             | Đồ chơi sống                       | Toys'R Oggy                  | Michel Gaudelette                                | François Reczulski     |
| 41           | 41             | Ngày của bà                        | Granny's Day                 | François Reczulski                               | François Reczulski     |
| 42           | 42             | Oggy có ốc sên                     | Oggy Goes Snailing           | Olivier Jean-Marie                               | Thomas Szabó           |
| 43           | 43             | Bộ dụng cụ mèo                     | Cat Kit                      | Paul Nougha                                      | François Reczulski     |
| 44           | 44             | Docu-tinh thần                     | Docu-mentally                | Nicolas Gallet                                   | Lionel Allaix          |
| 45           | 45             | Nhà độc tài                        | The Dictator                 | Olivier Jean-Marie                               | François Reczulski     |
| 46           | 46             | Oggy và Siêu gián                  | Oggy vs. Super Roach         | Jean Louis Capron                                | Thomas Szabó           |
| 47           | 47             | Sóng nhiệt                         | Heatwave                     | Olivier Jean-Marie                               | François Reczulski     |
| 48           | 48             | Ngõ nhớ                            | Memory Lane                  | Paul Nougha                                      | Luis Ruiz              |
| 49           | 49             | Lễ hội Carnival ở Thị trấn         | The Carnival's in Town       | Olivier Jean-Marie                               | François Reczulski     |
| 50           | 50             | Cẩn thận với sự phá hủy            | Beware of Destruction        | Jean-Louis Capron                                | Lionel Allaix          |
| 51           | 51             | Oggy và cây sáo phép thuật         | Oggy and the Magic Flute     | Jean-Louis Capron                                | François Reczulski     |
| 52           | 52             | Oggy không phải là một con gà tây! | A Bird of Ill Omen           | Nicolas Gallet                                   | Thomas Szabó           |
| 53           | 53             | Súp vịt                            | Duck Soup                    | Michel Gaudelette                                | René-Louis Sauger      |
| 54           | 54             | Người chiến thắng lấy tất cả       | Winner Takes All             | Nicolas Gallet                                   | Lionel Allaix          |
| 55           | 55             | Thợ săn ma                         | The Ghost Hunter             | Olivier Jean-Marie                               | François Reczulski     |
| 56           | 56             | Quả bóng lỗi                       | Bug Ball                     | Olivier Jean-Marie                               | Olivier Jean-Marie     |
| 57           | 57             | Trại viên vui vẻ                   | Happy Campers                | Olivier Jean-Marie                               | François Reczulski     |
| 58           | 58             | Tiền tiết kiệm                     | The Piggy Bank               | Paul Nougha                                      | François Reczulski     |
| 59           | 59             | Oggy nhân bản                      | Oggy's Clone                 | Olivier Jean-Marie                               | Thomas Szabó           |
| 60           | 60             | Đình chiến mùa Giáng Sinh          | A Truce for Christmas        | Paul Nougha                                      | Luis Ruiz              |
| 61           | 61             | Nỗi ám ảnh TV                      | TV Obsession                 | Michel Gaudelette                                | François Reczulski     |
| 62           | 62             | Đua xe trong nhà                   | Race to the Finish!          | Jean-Louis Capron                                | Jean-François Galataud |
| 63           | 63             | Quái vật từ đầm lầy                | Monster from the Mud Lagoon  | Jean-Christophe Dessaint                         | Patrick Claeys         |
| 64           | 64             | Khu vườn kinh dị                   | The Garden of Horrors        | Nicolas Gallet                                   | Thomas Szabó           |
| 65           | 65             | Dính bẫy                           | Caught in a Trap             | François Reczulski                               | François Reczulski     |
| 66           | 66             | Ngày Chủ nhật xanh                 | Blue Sunday                  | Olivier Jean-Marie                               | François Reczulski     |
| 67           | 67             | Nhân bản khắp nơi                  | Cloning Around               | Jean Louis Capron                                | Lionel Allaix          |
| 68           | 68             | 3 điều ước và bạn đã hết           | 3 Wishes and You're out      | Michel Gaudelette                                | René-Louis Sauger      |
| 69           | 69             | Thế giới ảo                        | Virtual Voyage               | Olivier Jean-Marie                               | Luis Ruiz              |
| 70           | 70             | Một con người tuyết đáng ghét      | The Abominable Snow Moth     | Jean Louis Capron                                | René-Louis Sauger      |
| 71           | 71             | Con mèo hàng xóm                   | The Neighbor's Cat           | Nicolas Gallet                                   | Thomas Szabó           |
| 72           | 72             | Tuần trăng mật                     | Honeymoon                    | Jean Louis Capron                                | François Reczulski     |
| 73           | 73             | Khinh khí cầu                      | Loony Balloons               | Nicolas Gallet                                   | François Reczulski     |
| 74           | 74             | Oggy và cây chổi thần              | Oggy and the Magic Broom     | Olivier Jean-Marie                               | Jean-François Galataud |
| 75           | 75             | Bãi biển                           | Beachcombers                 | Olivier Jean-Marie                               | François Reczulski     |
| 76           | 76             | Phòng cấp cứu                      | Emergency Room               | John Loy Olivier Jean-Marie                      | Olivier Jean-Marie     |
| 77           | 77             | Oggy van Winkle                    | Oggy van Winkle              | Nicolas Gallet                                   | Patrick Claeys         |
| 78           | 78             | 1 đêm tại nhà hát Opera            | A Night at the Opera         | Olivier Jean-Marie                               | François Reczulski     |

### Mùa 2 (2000–2003)
| Tổng hợp số tập | Số tập | Tên tập phim (tiếng Việt)                     | Tên tiếng Anh                              | Được viết bởi                        | Nghệ sĩ kịch bản bởi     |
| --------------- | ------ | --------------------------------------------- | ------------------------------------------ | ------------------------------------ | ------------------------ |
| 79              | 1      | Danh vọng và vinh quang                       | Fame and Glory                             | Olivier Jean-Marie                   | Lionel Allaix            |
| 80              | 2      | Ẩn và Bệnh                                    | Hide and Sick                              | Michel Gaudelette                    | François Reczulski       |
| 81              | 3      | Yêu và nụ hôn                                 | Love and Kisses                            | Olivier Jean-Marie                   | François Reczulski       |
| 82              | 4      | Sữa ăn kiêng                                  | Milk Diet                                  | Olivier Jean-Marie                   | François Reczulski       |
| 83              | 5      | Ngày giặt giũ                                 | Wash Day                                   | Jean-Louis Capron Olivier Jean-Marie | François Rosso           |
| 84              | 6      | Mua sắm điên cuồng                            | Crazy Shopping                             | Nicolas Gallet                       | Patrick Claeys           |
| 85              | 7      | Trượt tuyết                                   | Ski Bugs                                   | Olivier Jean-Marie                   | Lionel Allaix            |
| 86              | 8      | Biến dạng                                     | All Out of Shape                           | Jean-Louis Capron                    | Ludovic Hell             |
| 87              | 9      | Chú gián da trắng                             | Roachy Redneck                             | Jean-Louis Capron                    | Lionel Allaix            |
| 88              | 10     | Oggy Lên đường!                               | Hit the Road Oggy!                         | Nicolas Gallet                       | François Reczulski       |
| 89              | 11     | Chỗ chim cánh cụt hỗn loạn                    | Penguin Pandemonium                        | Michel Gaudelette                    | François Reczulski       |
| 90              | 12     | Đó là Rơm cuối cùng!                          | That's the Last Straw!                     | Olivier Jean-Marie                   | Lionel Allaix            |
| 91              | 13     | Chuyển động vĩnh viễn                         | Perpetual Motion                           | Michel Gaudelette                    | François Rosso           |
| 92              | 14     | Cuộc sống là một bãi biển                     | Life's a Beach                             | Olivier Jean-Marie                   | François Reczulski       |
| 93              | 15     | Giải cứu binh nhì Dee Dee                     | Saving Private Dee Dee                     | Jean-Louis Capron                    | François Rosso           |
| 94              | 16     | Khí cười                                      | Laughing Gas                               | Michel Gaudelette                    | Ludovic Hell             |
| 95              | 17     | Thôi miên                                     | Hip Hip Hip Hypnoses                       | Nicolas Gallet                       | François Rosso           |
| 96              | 18     | Thiếu trong hành động                         | Missing in Action                          | Nicolas Gallet                       | Ludovic Hell             |
| 97              | 19     | Bao vây                                       | Take Cover                                 | Jean-Louis Capron                    | Patrick Claeys           |
| 98              | 20     | Mèo máy                                       | Copy Cat                                   | Jean-Louis Capron                    | François Reczulski       |
| 99              | 21     | Người tham vọng cao                           | High Flyers                                | Paul Nougha                          | Jean-Charles Fink        |
| 100             | 22     | Chiếc còi tạm dừng                            | The Wonder Whistle                         | Paul Nougha                          | François Rosso           |
| 101             | 23     | Đà điểu đói                                   | The Hungry Ostrich Empire                  | Olivier Jean-Marie                   | Fabien Brandily          |
| 102             | 24     | Lạc trong không gian                          | Lost in Space                              | Olivier Jean-Marie                   | Charles Vaucelle         |
| 103             | 25     | Mèo làm việc                                  | Working Cat                                | Paul Nougha                          | François Rosso           |
| 104             | 26     | Cẩn thận với vệ sĩ                            | Beware of the Bodyguard                    | Nicolas Gallet                       | François Rosso           |
| 105             | 27     | Nhà tù tuyệt đẹp của tôi                      | My Beautiful Prison                        | Paul Nougha                          | Olivier Jean-Marie       |
| 106             | 28     | Cứ liều thử đi, Jack                          | Go for it, Jack                            | Olivier Jean-Marie                   | Olivier Jean-Marie       |
| 107             | 29     | Tệp tin kỹ thuật                              | The Techno-files                           | Olivier Jean-Marie                   | Patrick Claeys           |
| 108             | 30     | Nghĩa vụ quân sự                              | Soldier for a Day                          | Olivier Jean-Marie                   | François Rosso           |
| 109             | 31     | Đừng nhoài người ra khỏi cửa sổ               | Do Not Lean out of the Window              | Olivier Jean-Marie                   | Olivier Jean-Marie       |
| 110             | 32     | 7 phút & đếm                                  | 7 Minutes & Counting                       | Michel Gaudelette                    | Fred Vervisch            |
| 111             | 33     | Gấu không thể chịu được                       | Un-Bear-able Bears                         | Michel Gaudelette                    | Olivier Jean-Marie       |
| 112             | 34     | Cảnh báo! Trăn xiết mồi trên đường chạy trốn! | Warning! Boa on the Run!                   | Michel Gaudelette                    | Patrick Claeys           |
| 113             | 35     | Thứ bảy Cơn sốt đen                           | Saturday Black Fever                       | Olivier Jean-Marie                   | Zyk                      |
| 114             | 36     | Nguy hiểm! Nguy hiểm!                         | Mayday Mayday!                             | Olivier Jean-Marie                   | François Rosso           |
| 115             | 37     | Joker nói đùa                                 | The Joker Joked                            | Paul Nougha                          | Fred Vervisch            |
| 116             | 38     | Hòa bình Xanh                                 | Green Peace                                | Olivier Jean-Marie                   | Olivier Jean-Marie       |
| 117             | 39     | Giữ mát!                                      | Keep Cool!                                 | Olivier Jean-Marie                   | Charles Vaucelle         |
| 118             | 40     | Kèn túi                                       | The Pied Bagpiper                          | Olivier Jean-Marie                   | François Rosso           |
| 119             | 41     | Một đêm không ngủ                             | Sleepless Night                            | Olivier Jean-Marie                   | Arnold Gransac           |
| 120             | 42     | Tai vách mạch rừng                            | Walls have Ears                            | François Rosso                       | François Rosso           |
| 121             | 43     | Đối mặt                                       | Face Off                                   | Paul Nougha Olivier Jean-Marie       | Fred Vervisch            |
| 122             | 44     | Vượt giới hạn                                 | Off Limits                                 | François Rosso                       | François Rosso           |
| 123             | 45     | Sân golf                                      | Golf Curse                                 | Olivier Jean-Marie                   | Thomas Szabó             |
| 124             | 46     | Quả bí ngô giả làm xe Ferrari                 | The Pumpkin that Pretended to be a Ferrari | Olivier Jean-Marie                   | Olivier Jean-Marie       |
| 125             | 47     | Đuổi theo giấy                                | Paper Chase                                | Olivier Jean-Marie                   | Patrick Claeys           |
| 126             | 48     | Cú sút Phạt đền                               | Penalty Shot                               | Olivier Jean-Marie                   | Christophe Ollivier      |
| 127             | 49     | Oggy chơi xếp hình                            | Oggy's Puzzle                              | Michel Gaudelette                    | François Rosso           |
| 128             | 50     | Đi lên                                        | Going Up                                   | Olivier Jean-Marie                   | Charles Vaucelle         |
| 129             | 51     | Đừng đưa nôi!                                 | Don't Rock the Cradle                      | Olivier Jean-Marie                   | Thomas Szabó             |
| 130             | 52     | Pharaoh                                       | Pharonuf                                   | Olivier Jean-Marie                   | Olivier Jean-Marie       |
| 131             | 53     | Hài kịch                                      | Sitcom                                     | Olivier Jean-Marie                   | Thomas Szabó             |
| 132             | 54     | Áo nhà tắm                                    | Homebreaker                                | François Rosso                       | François Rosso           |
| 133             | 55     | Thảm thần                                     | Magic Carpet Ride                          | Olivier Jean-Marie                   | Jean-Christophe Dessaint |
| 134             | 56     | Safari rất tốt                                | Safari so good...                          | Olivier Jean-Marie                   | Charles Vaucelle         |
| 135             | 57     | Joey và đậu thần                              | Joey and The Magic Bean                    | Olivier Jean-Marie                   | Thomas Szabó             |
| 136             | 58     | Trận đấu tranh giành điều khiển               | Control Freak                              | Olivier Jean-Marie                   | Olivier Jean-Marie       |
| 137             | 59     | Quyền năng của hoa                            | Flower Power                               | Olivier Jean-Marie                   | François Rosso           |
| 138             | 60     | Một bãi rác!                                  | What A Dump!                               | Nicolas Gallet                       | François Rosso           |
| 139             | 61     | Rủi ro về biển                                | Sea Risks                                  | Olivier Jean-Marie                   | Charles Vaucelle         |
| 140             | 62     | Nhiệm vụ tới Trái Đất                         | Mission To Earth                           | Olivier Jean-Marie                   | François Rosso           |
| 141             | 63     | Túi xách của Oggy                             | Oggy's Bag                                 | Nicolas Gallet                       | Lionel Allaix            |
| 142             | 64     | Jack trong cái hộp                            | Jack-In-A-Box                              | Michel Gaudelette                    | Zyk                      |
| 143             | 65     | Cái răng cho cái răng                         | A Tooth for a Tooth                        | François Rosso                       | François Rosso           |
| 144             | 66     | Chất nhờn                                     | The Blob                                   | Nicolas Gallet                       | Jean-Christophe Dessaint |
| 145             | 67     | Lộn ngược                                     | Upside Down                                | Olivier Jean-Marie                   | Charles Vaucelle         |
| 146             | 68     | Tiệc Barbecue                                 | Barbecue                                   | Michel Gaudelette                    | Lionel Allaix            |
| 147             | 69     | Cơn sốt quyền anh                             | Boxing Fever                               | Michel Gaudelette                    | François Rosso           |
| 148             | 70     | Lên đến... Không tốt!                         | Up to... No Good!                          | Nicolas Gallet                       | François Rosso           |
| 149             | 71     | Oggy có mèo con                               | Oggy Has Kittens                           | Olivier Jean-Marie                   | Thomas Szabó             |
| 150             | 72     | Em bé lạc                                     | Baby Boum                                  | Nicolas Gallet                       | Charles Vaucelle         |
| 151             | 73     | Nhảy dù                                       | Sky Diving                                 | Olivier Jean-Marie                   | Olivier Jean-Marie       |
| 152             | 74     | Đứa con tinh thần                             | Brainchild                                 | Olivier Jean-Marie                   | Lionel Allaix            |
| 153             | 75     | Đen và trắng                                  | Black and White                            | Olivier Jean-Marie                   | François Rosso           |
| 154             | 76     | Cú Strike                                     | Strike!                                    | Michel Gaudelette                    | Lionel Allaix            |
| 155             | 77     | Hộp trò chuyện                                | Chatter Box                                | Olivier Jean-Marie                   | François Rosso           |
| 156             | 78     | Chào mừng đến với Paris                       | Welcome To Paris                           | Olivier Jean-Marie                   | Olivier Jean-Marie       |

### Mùa 3 (2008)[2]
| Tổng hợp số tập | Số tập | Tên tập phim (tiếng Việt)      | Tên tiếng Anh                                | Được viết bởi      | Nghệ sĩ kịch bản bởi |
| --------------- | ------ | ------------------------------ | -------------------------------------------- | ------------------ | -------------------- |
| 157             | 1      | Con bạch tuộc                  | Octopus                                      | Hugo Gittard       | Hugo Gittard         |
| 158             | 2      | Mèo chăn cừu                   | Sheepcat                                     | Hugo Gittard       | Hugo Gittard         |
| 159             | 3      | Người gác đêm                  | Night Watchmen                               | Hugo Gittard       | Hugo Gittard         |
| 160             | 4      | Những con gián bị bỏ rơi       | Abandoned Cockroaches                        | Hugo Gittard       | Hugo Gittard         |
| 161             | 5      | Bữa tiệc hạng sang             | V.I.P. Party                                 | Hugo Gittard       | Hugo Gittard         |
| 162             | 6      | Lặn biển                       | Scuba Diving                                 | Olivier Jean-Marie | Guillaume Le bois    |
| 163             | 7      | Oggy và đôi giày ma thuật      | Oggy and the Magic Shoes                     | Olivier Jean-Marie | Olivier Jean-Marie   |
| 164             | 8      | Sòng bạc                       | Casino                                       | Hugo Gittard       | Fred Mintoff         |
| 165             | 9      | Ông già Noel Oggy              | Santa Oggy                                   | Hugo Gittard       | Hugo Gittard         |
| 166             | 10     | Cứ cưới đi!                    | Just Married!                                | Hugo Gittard       | Fred Mintoff         |
| 167             | 11     | Cà rốt sống                    | Living Carrots                               | Olivier Jean-Marie | Thierry Gérard       |
| 168             | 12     | Mèo bị bỏ lại                  | Castaway Cats                                | Hugo Gittard       | Thomas Szabó         |
| 169             | 13     | Người rừng Amazon              | Trans-Amazonian                              | Olivier Jean-Marie | François Reczulski   |
| 170             | 14     | Chuyến bay đầu tiên            | First Flight                                 | Hugo Gittard       | Jean-Luc Abiven      |
| 171             | 15     | Bất khả chiến bại              | Invincible                                   | Hugo Gittard       | François Reczulski   |
| 172             | 16     | Trái ngược                     | Inside Out                                   | Olivier Jean-Marie | François Reczulski   |
| 173             | 17     | Chú gián vô giá                | Priceless Roaches                            | Olivier Jean-Marie | Thierry Gérard       |
| 174             | 18     | Thế giới bên dưới              | The World Underneath                         | Olivier Jean-Marie | Thomas Szabó         |
| 175             | 19     | Quả trứng vàng                 | Golden Eggs                                  | Olivier Jean-Marie | François Reczulski   |
| 176             | 20     | Mối hủy diệt                   | Termite-ator                                 | Hugo Gittard       | Fred Mintoff         |
| 177             | 21     | Cuộc chiến mini-Golf           | The Mini-Golf War                            | Hugo Gittard       | François Reczulski   |
| 178             | 22     | Oggywood                       | Oggywood                                     | Olivier Jean-Marie | François Reczulski   |
| 179             | 23     | Cưỡi ngựa                      | Horse Ride                                   | Olivier Jean-Marie | François Reczulski   |
| 180             | 24     | Con cua của Oggy               | Oggy's Crab                                  | Olivier Jean-Marie | François Reczulski   |
| 181             | 25     | Sự trốn tránh                  | The Fugitive                                 | Hugo Gittard       | Fred Mintoff         |
| 182             | 26     | Tổ tiên                        | The Ancestor                                 | Hugo Gittard       | Fred Mintoff         |
| 183             | 27     | Chuyện lướt sóng               | Surf's On                                    | Olivier Jean-Marie | François Reczulski   |
| 184             | 28     | Ai giữ thì lấy                 | Hold Up                                      | Olivier Jean-Marie | Jean-Luc Abiven      |
| 185             | 29     | Yêu thích một chiếc bánh Pizza | Fancy a Pizza (Oggy Pizza Express in remake) | Hugo Gittard       | Fred Mintoff         |
| 186             | 30     | Bà của Oggy                    | Oggy's grandma                               | Olivier Jean-Marie | Fred Mintoff         |
| 187             | 31     | Bị nhốt bên ngoài              | Locked Outside                               | Olivier Jean-Marie | François Reczulski   |
| 188             | 32     | Bài học từ hoạt hình           | Cartoon Lesson                               | Olivier Jean-Marie | François Reczulski   |
| 189             | 33     | Xấu, bẩn và tốt                | Ugly, Dirty and Good                         | Olivier Jean-Marie | Fred Mintoff         |
| 190             | 34     | Chuyển nhà                     | Moving Out                                   | Olivier Jean-Marie | Thierry Beurcq       |
| 191             | 35     | Rắc rối to                     | Deep Trouble                                 | Olivier Jean-Marie | François Reczulski   |
| 192             | 36     | Ve sầu và chú gián             | The Cicada and the Cockroach                 | Olivier Jean-Marie | Fred Mintoff         |
| 193             | 37     | Nhân đôi Oggy                  | Oggy's Double                                | Olivier Jean-Marie | Fred Mintoff         |
| 194             | 38     | Công thức 1                    | Formula 1                                    | Olivier Jean-Marie | François Reczulski   |
| 195             | 39     | Phục vụ và Bảo vệ              | To Serve and Protect                         | Hugo Gittard       | Thierry Beurcq       |

### Mùa 4 (2012–2013)
| Tổng hợp số tập | Số tập | Tên tập phim (tiếng Việt)           | Tên tiếng Anh                               | Được viết bởi      | Nghệ sĩ kịch bản bởi |
| --------------- | ------ | ----------------------------------- | ------------------------------------------- | ------------------ | -------------------- |
| 196             | 1      | Olivia                              | Olivia                                      | Olivier Jean-Marie | Charles Vaucelle     |
| 197             | 2      | Người giữ ngọn hải đăng             | The Lighthouse Keeper                       | Olivier Jean-Marie | Julien Thompson      |
| 198             | 3      | Vứt những con gián!                 | Dump the Roaches!                           | Olivier Jean-Marie | Charles Vaucelle     |
| 199             | 4      | Chế độ ăn kiêng của Dee Dee         | Dee Dee's Diet                              | Olivier Jean-Marie | Alexandre Viano      |
| 200             | 5      | Một anh chàng ghen tị               | A Jealous Guy                               | Olivier Jean-Marie | Julien Thompson      |
| 201             | 6      | Mở tiệc đi, mọi người!              | Let's Party, Guys!                          | Olivier Jean-Marie | Fred Mintoff         |
| 202             | 7      | Nhà bay                             | Airship House                               | Olivier Jean-Marie | Julien Thompson      |
| 203             | 8      | Căn phòng hoảng loạn                | Panic Room                                  | Olivier Jean-Marie | Alexandre Viano      |
| 204             | 9      | Vào hoang dã                        | Into the Wild                               | Olivier Jean-Marie | Charles Vaucelle     |
| 205             | 10     | Ngày giặt giũ                       | Washing Day                                 | Olivier Jean-Marie | Fred Mintoff         |
| 206             | 11     | Chuyến thăm chớp nhoáng             | Lightning Visit                             | Olivier Jean-Marie | Florent Remize       |
| 207             | 12     | Cái bóng của Oggy                   | Oggy's Shadow                               | Olivier Jean-Marie | Julien Thompson      |
| 208             | 13     | Anh bạn Vẹt                         | Buddy Parrot                                | Olivier Jean-Marie | Fred Mintoff         |
| 209             | 14     | Cây bút phép thuật                  | The Magic Pen                               | Olivier Jean-Marie | Julien Thompson      |
| 210             | 15     | Khối lập phương                     | The Cube                                    | Olivier Jean-Marie | Julien Thompson      |
| 211             | 16     | Một anh chàng quyến rũ              | A Charming Guy                              | Olivier Jean-Marie | Alexandre Viano      |
| 212             | 17     | Bay cho vui                         | Fly for Fun                                 | Olivier Jean-Marie | Stéphane Annette     |
| 213             | 18     | Mụn của Olivia                      | Olivia's Pimple                             | Olivier Jean-Marie | Céline Gobinet       |
| 214             | 19     | Sân băng                            | The Ice Rink                                | Olivier Jean-Marie | Fred Mintoff         |
| 215             | 20     | Thật sự                             | For Real                                    | Olivier Jean-Marie | Alexandre Viano      |
| 216             | 21     | Bay đến Mặt Trời                    | Fly to the Sun                              | Olivier Jean-Marie | Florent Remize       |
| 217             | 22     | Chạy đi, Olivia, chạy đi!           | Run, Olivia, Run!                           | Olivier Jean-Marie | Julien Thompson      |
| 218             | 23     | Truy tìm tên khổng lồ!              | Mind the Giant!                             | Olivier Jean-Marie | Fred Mintoff         |
| 219             | 24     | Một thế giới mềm                    | A Soft World                                | Olivier Jean-Marie | David Garcia         |
| 220             | 25     | Người hâm mộ thể thao               | Sport Fans                                  | Olivier Jean-Marie | Fred Mintoff         |
| 221             | 26     | Anh chàng đầu bếp                   | The Kitchen Boy                             | Olivier Jean-Marie | Julien Thompson      |
| 222             | 27     | Mèo siêu mẫu                        | Mister Cat                                  | Olivier Jean-Marie | Alexandre Viano      |
| 223             | 28     | Trứng Phục Sinh                     | The Easter Egg                              | Olivier Jean-Marie | Stéphane Annette     |
| 224             | 29     | Cuộc phiêu lưu đến tâm Trái Đất     | Journey to the Center of the Earth          | Olivier Jean-Marie | Charles Vaucelle     |
| 225             | 30     | Cuộc đua bướm!                      | Butterfly Race!                             | Olivier Jean-Marie | Fred Mintoff         |
| 226             | 31     | Năng lượng xanh của Oggy            | Oggy Goes Green!                            | Olivier Jean-Marie | Stéphane Annette     |
| 227             | 32     | Giờ bạn thấy tôi, giờ thì không!    | Now You See Me, Now You Don't!              | Olivier Jean-Marie | Julien Thompson      |
| 228             | 33     | Thật là một ngày tồi tệ!            | What a Lousy Day!                           | Olivier Jean-Marie | François Rosso       |
| 229             | 34     | Cháu trai của Jack                  | Jack's Nephew                               | Olivier Jean-Marie | Julien Thompson      |
| 230             | 35     | Tìm bạn cùng phòng!                 | Roommate Wanted!                            | Olivier Jean-Marie | Stéphane Annette     |
| 231             | 36     | Cuộc đua bồn tắm                    | The Bathtub Race                            | Olivier Jean-Marie | Fred Mintoff         |
| 232             | 37     | Thanh tra Dee Dee                   | Inspector Dee Dee                           | Olivier Jean-Marie | Pierre Violot        |
| 233             | 38     | Cứu Taxi!                           | Help Taxi!                                  | Olivier Jean-Marie | François Rosso       |
| 234             | 39     | Người cắm trại (không) vui vẻ!      | (Un)happy Camper!                           | Olivier Jean-Marie | Stéphane Annette     |
| 235             | 40     | Một chiếc xe điện trên đường rời    | A Streetcar on the Loose                    | Olivier Jean-Marie | Charles Vaucelle     |
| 236             | 41     | Chất mỡ lấy của khỉ Oggy            | Grease-Monkey Oggy                          | Olivier Jean-Marie | Alexandre Viano      |
| 237             | 42     | Nông dân trong một ngày             | Farmer for a Day                            | Olivier Jean-Marie | Fred Mintoff         |
| 238             | 43     | Oggy tách tóc                       | Oggy Splits Hairs                           | Olivier Jean-Marie | Charles Vaucelle     |
| 239             | 44     | Oggy đi lạc                         | Little tom oggy                             | Olivier Jean-Marie | François Rosso       |
| 240             | 45     | Đừng xông vào!                      | Don't barge in!                             | Olivier Jean-Marie | François Rosso       |
| 241             | 46     | Họa sĩ Oggy                         | Artsy Oggy                                  | Olivier Jean-Marie | Fred Mintoff         |
| 242             | 47     | Một con cừu năm chân                | A five-legged sheep                         | Olivier Jean-Marie | François Rosso       |
| 243             | 48     | Oggy và nụ cười ma thuật            | Oggy and the Magic Smile                    | Olivier Jean-Marie | Fred Mintoff         |
| 244             | 49     | Thể thao dưới nước                  | Water Sports                                | Olivier Jean-Marie | Stéphane Annette     |
| 245             | 50     | Trứng cá muối trong nhà!            | Caviar on the House!                        | Olivier Jean-Marie | François Rosso       |
| 246             | 51     | Kẻ phá đám bữa tiệc                 | Party Pooper                                | Olivier Jean-Marie | Pierre Violot        |
| 247             | 52     | Con mèo đáng sợ                     | Scaredy-Cat                                 | Olivier Jean-Marie | Andrés Fernandez     |
| 248             | 53     | Cực Bắc bất ổn (với Olivia)         | North-Pole Panic (Featuring Olivia)         | Olivier Jean-Marie | Fred Mintoff         |
| 249             | 54     | Cơn sốt ván trượt                   | Skate fever                                 | Olivier Jean-Marie | Julien Daubas        |
| 250             | 55     | Cứ mơ đi!                           | Dream On!                                   | Olivier Jean-Marie | Fred Mintoff         |
| 251             | 56     | Lady K                              | Lady K                                      | Olivier Jean-Marie | Julien Thompson      |
| 252             | 57     | Oggy và chú chim cưu                | Oggy and the Dodo Bird                      | Olivier Jean-Marie | Fred Mintoff         |
| 253             | 58     | Xông hơi                            | Steamed Out                                 | Olivier Jean-Marie | François Rosso       |
| 254             | 59     | Chuyến dã ngoại bất ổn              | Picnic Panic                                | Olivier Jean-Marie | Julien Thompson      |
| 255             | 60     | Tắt đèn!                            | Lights Out!                                 | Olivier Jean-Marie | Fred Mintoff         |
| 256             | 61     | Giờ đấu vật!                        | Wrestling Time!                             | Olivier Jean-Marie | Pierre Violot        |
| 257             | 62     | Trộm cắp                            | Shoplifting                                 | Olivier Jean-Marie | Andrés Fernandez     |
| 258             | 63     | Xe đạp điên                         | Bicycle Crazy!                              | Olivier Jean-Marie | Julien Daubas        |
| 259             | 64     | Sự dịch chuyển tức thời             | Teleportation                               | Olivier Jean-Marie | Andrés Fernandez     |
| 260             | 65     | Oggy và người bột mỳ                | Oggy and the Flour Man                      | Olivier Jean-Marie | Andrés Fernandez     |
| 261             | 66     | Bài hát Chú gián                    | The Cucaracha                               | Olivier Jean-Marie | Julien Thompson      |
| 262             | 67     | Ác mộng nhà cao tầng                | High-Rise Nightmare                         | Olivier Jean-Marie | Arthur Peltzer       |
| 263             | 68     | Con tàu tuyết đáng kinh ngạc        | The Abominable Snow Roach                   | Olivier Jean-Marie | Fred Mintoff         |
| 264             | 69     | Giao hàng rất đặc biệt              | Very Special Deliveries                     | Olivier Jean-Marie | François Rosso       |
| 265             | 70     | Trở về quá khứ (với Olivia)         | Back to the Past (Featuring Olivia)         | Olivier Jean-Marie | Alexandre Viano      |
| 266             | 71     | Dậy đi, tình yêu của tôi!           | Wake up, my Lovely!                         | Olivier Jean-Marie | Julien Thompson      |
| 267             | 72     | Từ Mumbai với tình yêu (với Olivia) | From Mumbai with love (Featuring Olivia)    | Olivier Jean-Marie | Andrés Fernandez     |
| 268             | 73     | Oggy và nàng tiên cá                | Oggy and the Mermaid                        | Olivier Jean-Marie | Pierre Violot        |
| 269             | 74     | Oggy sắp kết hôn (với Olivia)       | Oggy is getting married! (Featuring Olivia) | Olivier Jean-Marie | Andrès Fernandez     |

### Mùa 5 (2016)[3]
| Tổng hợp số tập | Số tập | Tên tập phim (tiếng Việt)               | Tên tiếng Anh                      | Được viết bởi                            | Nghệ sĩ kịch bản bởi     | Thời kì lịch sử                           |
| --------------- | ------ | --------------------------------------- | ---------------------------------- | ---------------------------------------- | ------------------------ | ----------------------------------------- |
| 270             | 1      | Bí ẩn kim tự tháp vĩ đại                | The Great Pyramid Mystery          | Olivier Jean-Marie                       | Alexandre Viano          | Thời Ai Cập cổ đại                        |
| 271             | 2      | Oggy và đám mây châu chấu               | Oggy and the Grasshopper Cloud     | Olivier Jean-Marie                       | François Reczulski       | Thời Ai Cập cổ đại                        |
| 272             | 3      | Oggy trên sông Nin                      | Oggy on the Nile                   | Olivier Jean-Marie                       | Fred Mintoff             | Thời Ai Cập cổ đại                        |
| 273             | 4      | Đấu sĩ Oggy                             | Gladiator Oggy                     | Olivier Jean-Marie                       | Fred Mintoff             | Thời Roma cổ đại                          |
| 274             | 5      | Thay đổi xe ngựa đó Oggy!               | Shift that Chariot Oggy!           | Olivier Jean-Marie                       | François Reczulski       | Thời Roma cổ đại                          |
| 275             | 6      | Tiệm spa đặc biệt của Oggy              | Oggy's Special Spa                 | Olivier Jean-Marie                       | François Reczulski       | Thời Roma cổ đại                          |
| 276             | 7      | Oggy cưỡi ngựa                          | RodeOggy                           | Olivier Jean-Marie                       | Piano                    | Miền tây hoang dã Hoa Kỳ (những năm 1850) |
| 277             | 8      | Cảnh sát trưởng Oggy                    | Sheriff Oggy                       | Nicolas Gallet                           | Fred Mintoff             | Miền tây hoang dã Hoa Kỳ (những năm 1850) |
| 278             | 9      | Truy nã                                 | Wanted                             | Nicolas Gallet                           | Alex Viano               | Miền tây hoang dã Hoa Kỳ (những năm 1850) |
| 279             | 10     | Ngón tay cái màu xanh lá cây            | The Green Thumb                    | Pierre-Gilles Stehr Xavier Vairé         | Fred Mintoff             | Nước Pháp thời hiện đại sớm               |
| 280             | 11     | Oggy và Người đánh xe của vua           | Oggy the King's Coachman           | Pierre-Gilles Stehr Xavier Vairé         | Alexandre Hesse          | Nước Pháp thời hiện đại sớm               |
| 281             | 12     | Vẽ chân dung cho Vua                    | The Levee of the King              | Pierre-Gilles Stehr Xavier Vairé         | François Reczulski       | Nước Pháp thời hiện đại sớm               |
| 282             | 13     | Giải đấu của Marky                      | Marky's Tournament                 | Olivier Jean-Marie                       | Yann Provost             | Thời Trung Cổ                             |
| 283             | 14     | Những con gián chiếm giữ lâu đài        | The Roaches Seize the Castle       | Olivier Jean-Marie                       | François Reczulski       | Thời Trung Cổ                             |
| 284             | 15     | Thằng gù từ nhà thờ lớn                 | The Hunchback from the Cathedral   | Olivier Jean-Marie                       | Lionel Brousse           | Thời Trung Cổ                             |
| 285             | 16     | Một con khỉ đột trong thị trấn          | A Gorilla in Town                  | Olivier Jean-Marie                       | François Reczulski       | New York, Mỹ những năm 1920               |
| 286             | 17     | Oggy và kẻ lang thang                   | Oggy and the Tramp                 | Olivier Jean-Marie                       | François Reczulski       | New York, Mỹ những năm 1920               |
| 287             | 18     | Dee Dee Capone                          | Dee Dee Capone                     | Olivier Jean-Marie                       | Alexandre Hesse          | New York, Mỹ những năm 1920               |
| 288             | 19     | Oggy và kho báu                         | Oggy and the Treasure              | Olivier Jean-Marie                       | François Reczulski       | Bảy đại dương của thế kỷ 18               |
| 289             | 20     | Những bậc thầy bạch tuộc                | The Octopus Masters                | Nicolas Le Nevé                          | Fred Mintoff             | Bảy đại dương của thế kỷ 18               |
| 290             | 21     | Con gấu trúc quý giá                    | The Precious Panda                 | Nicolas Gallet                           | Fred Mintoff             | Trung Quốc cổ đại                         |
| 291             | 22     | Hàng dễ vỡ!                             | Fragile Goods!                     | Nicolas Gallet                           | François Reczulski       | Trung Quốc cổ đại                         |
| 292             | 23     | Em bé ngồi cho hoàng đế                 | Baby Sitting for the Emperor       | Nicolas Gallet                           | Julien Thompson          | Trung Quốc cổ đại                         |
| 293             | 24     | Cuộc săn hổ                             | The Tiger Hunt                     | Jean-Marc Lenglen                        | Fred Mintoff             | Ấn Độ thế kỷ 17                           |
| 294             | 25     | Oggy và người mặc quần áo               | Oggy The Fakir                     | Jean-Louis Momus Jean-Christophe Buzelin | Pierre Violot            | Ấn Độ thế kỷ 17                           |
| 295             | 26     | Chú gián chơi Cricket                   | Cockroaches Play Cricket           | Olivier Jean-Marie                       | François Reczulski       | Ấn Độ thế kỷ 17                           |
| 296             | 27     | Con rồng của Oggy                       | Oggy's Dragon                      | Olivier Jean-Marie                       | Lionel Brousse           | Thời đại Viking                           |
| 297             | 28     | Hãy coi chừng con tàu dài               | Beware the Long ship               | Nicolas Le Nevé                          | Ludovic Gaudin           | Thời đại Viking                           |
| 298             | 29     | Oggy, Chúa tể của tia chớp              | Oggy, the Lord of Lightning        | Nicolas Le Nevé                          | François Reczulski       | Thời đại Viking                           |
| 299             | 30     | Oggy và 1001 đêm                        | Oggy's 1001 Nights                 | Olivier Jean-Marie                       | François Reczulski       | Đế chế Ba Tư                              |
| 300             | 31     | Cú chạm thiên tài                       | A Touch of Genius                  | Jean-Louis Momus Jean-Christophe Buzelin | François Reczulski       | Đế chế Ba Tư                              |
| 301             | 32     | Phim cú bắn mặt trăng                   | Moonshot Movie                     | Nicolas Gallet                           | Fred Mintoff             | Cách mạng khoa học                        |
| 302             | 33     | Chì cánh                                | Lead Wings                         | Nicolas Gallet                           | Lionel Brousse           | Cách mạng khoa học                        |
| 303             | 34     | Phát minh của Oggy                      | Oggy's Invention                   | Olivier Jean-Marie                       | François Reczulski       | Cách mạng khoa học                        |
| 304             | 35     | Trong ánh sáng chói của mặt trời        | In the Glare of the Sun            | Nicolas Gallet                           | Julien Thompson          | Đế chế Inca                               |
| 305             | 36     | Cơn sốt vàng                            | Gold Fever                         | Nicolas Le Nevé                          | Fred Mintoff             | Đế chế Inca                               |
| 306             | 37     | Đặc biệt hy sinh                        | Sacrificial Special                | Jean-Louis Momus Jean-Christophe Buzelin | Lionel Brousse           | Đế chế Inca                               |
| 307             | 38     | Chạm đáy                                | Rock Bottom                        | Nicolas Gallet                           | François Reczulski       | Khám phá thế kỷ 20                        |
| 308             | 39     | Sứ mệnh Apolloggy                       | Mission Apolloggy                  | Olivier Jean-Marie                       | François Reczulski       | Khám phá thế kỷ 20                        |
| 309             | 40     | Cuộc đua tới Bắc Cực                    | The Race to the North Pole         | Olivier Jean-Marie                       | Julien Thompson          | Khám phá thế kỷ 20                        |
| 310             | 41     | Jackoromeo và Bobette                   | Jackoromeo and Bobette             | Olivier Jean-Marie                       | Julien Thompson          | Thời Phục Hưng                            |
| 311             | 42     | Hội hóa trang                           | Masquerade                         | Nicolas Le Nevé                          | François Reczulski       | Thời Phục Hưng                            |
| 312             | 43     | Marky Da Vinci                          | Marky Da Vinci                     | Nicolas Gallet                           | Lionel Brousse           | Thời Phục Hưng                            |
| 313             | 44     | Hoàng đế trong một ngày                 | Emperor for a Day                  | Nicolas Le Nevé                          | Jérome Fardini           | Kỷ nguyên Napoléon                        |
| 314             | 45     | Vương quốc của tôi cho một chú gấu bông | My Kingdom for a Teddy             | Nicolas Gallet                           | Marc-Antoine Buhagiar    | Kỷ nguyên Napoléon                        |
| 315             | 46     | Oggy và Chữ tượng hình                  | Oggy and the Hieroglyphs           | Olivier Jean-Marie                       | Julien Thompson          | Kỷ nguyên Napoléon                        |
| 316             | 47     | Trên Con đường Cao cấp                  | On the High-Yurt-Way               | Jean-Marc Lenglen                        | François Reczulski       | Đế chế Mông Cổ                            |
| 317             | 48     | Sữa Thượng Đô                           | Xanadu Milk                        | Nicolas Le Nevé                          | Lionel Brousse           | Đế chế Mông Cổ                            |
| 318             | 49     | Lễ hội Bò Tây Tạng                      | The Yak Festival                   | Laury Rovelli Nicolas Le Nevé            | Paul Etienne Bourde-Cice | Đế chế Mông Cổ                            |
| 319             | 50     | Công việc nhà trong Quỹ đạo             | Housework in Orbit                 | Nicolas Le Nevé                          | Fred Mintoff             | Thời đại không gian                       |
| 320             | 51     | Chú gián sống dậy                       | The Cockroaches' Awakening         | Laury Rovelli                            | François Reczulski       | Thời đại không gian                       |
| 321             | 52     | Kẻ đột nhập từ không gian               | The Intruder from Space            | Olivier Jean-Marie                       | Julien Thompson          | Thời đại không gian                       |
| 322             | 53     | Samurai đầu tiên                        | The First Samurai                  | Nicolas Le Neve                          | Anh-Tu Cao               | Nhật Bản cổ đại                           |
| 323             | 54     | Võ Sumo của Oggy                        | Oggy-Sumo                          | Nicolas Gallet                           | Fred Mintoff             | Nhật Bản cổ đại                           |
| 324             | 55     | Ngôi sao truyện tranh Oggy              | Oggy, Manga Star                   | Nicolas Le Nevé                          | François Reczulski       | Nhật Bản cổ đại                           |
| 325             | 56     | Xung đột màu sắc                        | Color Conflict                     | Jean-Marc Lenglen                        | Julien Thompson          | Thời kì đồ đá                             |
| 326             | 57     | Lăn bánh và xử lý                       | Wheeling and Dealing               | Olivier Jean-Marie                       | Fred Mintoff             | Thời kì đồ đá                             |
| 327             | 58     | Di chuyển lớn                           | The Big Move                       | Nicolas Gallet                           | Fred Mintoff             | Thời kì đồ đá                             |
| 328             | 59     | Bộ bốn Gia đình siêu nhân               | The Incredible Four                | Olivier Jean-Marie                       | François Reczulski       | Kỷ nguyên siêu anh hùng                   |
| 329             | 60     | Người sắt                               | Metalman                           | Olivier Jean-Marie                       | Jean-Louis Champault     | Kỷ nguyên siêu anh hùng                   |
| 330             | 61     | Z Men tới giải cứu                      | Z Men to the Rescue                | Olivier Jean-Marie                       | Alexandre Viano          | Kỷ nguyên siêu anh hùng                   |
| 331             | 62     | Thần thoại                              | Mythologgy                         | Olivier Jean-Marie                       | François Reczulski       | Thần thoại Hy Lạp                         |
| 332             | 63     | 12 công việc lao động của Oggy          | Oggy's 12 Labours                  | Nicolas Le Nevé                          | Fred Mintoff             | Thần thoại Hy Lạp                         |
| 333             | 64     | Oggy và con nhân mưu                    | Oggy and the Minotaur              | Laury Rovelli                            | François Reczulski       | Thần thoại Hy Lạp                         |
| 334             | 65     | Lời nguyền con lợn                      | The Pig Curse                      | Nicolas Le Nevé                          | Marc-Antoine Buhagiar    | Odyssey                                   |
| 335             | 66     | Oggy và con quỷ thiển cận một mắt       | Oggy and the Short-Sighted Cyclops | Olivier Jean-Marie                       | François Reczulski       | Odyssey                                   |
| 336             | 67     | Oggy và Nàng tiên cá Misty              | Oggy and the Misty Mermaids        | Olivier Jean-Marie                       | François Reczulski       | Odyssey                                   |
| 337             | 68     | Chuối của sự phẫn nộ                    | Bananas of Wrath                   | Nicolas Le Nevé                          | François Reczulski       | Đế chế Khmer                              |
| 338             | 69     | Cậu bé rừng xanh                        | The Jungle Child                   | Olivier Jean-Marie                       | Marc-Antoine Buhagiar    | Đế chế Khmer                              |
| 339             | 70     | Những bức tượng thức tỉnh               | The Statues Awakening              | Nicolas Gallet                           | Jean-Louis Champault     | Đế chế Khmer                              |
| 340             | 71     | Bên dưới cây của tôi                    | Below My Tree                      | Nicolas Gallet                           | Marc-Antoine Buhagiar    | Châu Phi                                  |
| 341             | 72     | Đi trên mây                             | Head in the Clouds                 | Nicolas Gallet                           | Gaël Le Gourriérec       | Châu Phi                                  |
| 342             | 73     | Siêu Temor                              | Super Temor                        | Laury Rovelli Nicolas Le Nevé            | Julien Thompson          | Châu Phi                                  |
| 343             | 74     | Oggy và huyền thoại Excalibur           | Oggy and the Legend of Excalibur   | Olivier Jean-Marie                       | Julien Thompson          | Truyền thuyết về vua Arthur               |
| 344             | 75     | Oggy và Tìm kiếm Chén Thánh             | Oggy and the Search for the Grail  | Olivier Jean-Marie                       | François Reczulski       | Truyền thuyết về vua Arthur               |
| 345             | 76     | Cô tiên Morgan                          | Morgan the Fairy                   | Olivier Jean-Marie                       | François Reczulski       | Truyền thuyết về vua Arthur               |

### Mùa 6 (2017) (làm lại mùa 1 và 2)
| Tổng hợp số tập | Số tập | Tên tập phim (tiếng Việt)        | Tên tiếng Anh                 | Được viết bởi                   | Nghệ sĩ kịch bản bởi     | Làm lại từ                         |
| --------------- | ------ | -------------------------------- | ----------------------------- | ------------------------------- | ------------------------ | ---------------------------------- |
| 346             | 1      | Mở khóa tủ lạnh                  | Crackdown on the Fridge       | Serge Thiriet                   | Rudy Bloss               | Nhiệm vụ Oggy                      |
| 347             | 2      | Cấm cười                         | Laughter Forbidden            | Michel Gaudelette               | Ludovic Hell             | Khí cười                           |
| 348             | 3      | Những chú gián đối đầu với chuột | Cockroach vs. Mouse           | Jean-Louis Capron               | Christophe Pittet        | Người ngoài                        |
| 349             | 4      | Cà phê mạnh                      | Strong Coffee                 | Michel Gaudelette               | Rudy Bloss               | Lắc đi, Oggy, Lắc đi               |
| 350             | 5      | Bộ dụng cụ của Jack              | Jack's Kit                    | Paul Nougha                     | François Reczulski       | Bộ dụng cụ của mèo                 |
| 351             | 6      | Chú chó nhỏ đáng yêu             | Cute Little Puppy             | Olivier Jean-Marie              | François Reczulski       | Một chú chó vào buổi chiều         |
| 352             | 7      | Cuộc xâm lược tuyệt vời          | The Great Invasion            | Jean Louis Capron               | Lionel Allaix            | Nhân bản khắp nơi                  |
| 353             | 8      | Răng đổi ngoại tệ                | Tooth Exchange                | Olivier Jean-Marie              | François Reczulski       | Răng tốt là đúng                   |
| 354             | 9      | Trang phục của Oggy              | Oggy's Costume                | Olivier Jean-Marie              | Thomas Szabó             | Oggy nhân bản                      |
| 355             | 10     | Mẹ Oggy                          | Mamma Oggy                    | Olivier Jean-Marie              | Thomas Szabó             | 9 tháng và đếm ngược               |
| 356             | 11     | Oggy và những con mèo            | Oggy and the Kittens          | Michel Gaudelette               | Patrick Claeys           | Oggy và em bé                      |
| 357             | 12     | Tờ vé số trúng thưởng            | The Winning Ticket            | Michel Gaudelette Manu Larcenet | François Reczulski       | Tấm vé số                          |
| 358             | 13     | Siêu nhân Dee Dee                | Super Dee Dee                 | Jean Louis Capron               | Thomas Szabó             | Oggy và Siêu chú gián              |
| 359             | 14     | Ở nhà một mình                   | Alone at Last                 | Paul Nougha                     | Véronique Maladenat      | Quá cô đơn                         |
| 360             | 15     | Ăn vặt                           | Snack Time                    | Michel Gaudelette               | Dominique Etchecopar     | Cổ máy thời gian                   |
| 361             | 16     | Búp bê                           | Doll Idol                     | Nicolas Gallet                  | François Reczulski       | Búp bê trẻ em                      |
| 362             | 17     | Lên và xuống                     | Ups and Downs                 | Olivier Jean-Marie              | Charles Vaucelle         | Lộn ngược                          |
| 363             | 18     | Ban phước con lành, Oggy         | Bless You Oggy!               | Michel Gaudelette               | François Reczulski       | Ẩn và Bệnh                         |
| 364             | 19     | Kẻ cướp bóc                      | The Loot                      | Olivier Jean-Marie              | Thomas Szabó             | Đi chậm với bột của bạn            |
| 365             | 20     | Chú gián quyến rũ                | Roach Charmer                 | Jean Louis Capron               | François Reczulski       | Oggy và Sáo phép thuật             |
| 366             | 21     | Cái thảm điên rồ                 | A Crazy Carpet                | Olivier Jean-Marie              | Jean-Christophe Dessaint | Thảm thần                          |
| 367             | 22     | Thức dậy đi Oggy!                | Wake-Up Oggy!                 | Olivier Jean-Marie              | Arnold Gransac           | Một đêm không ngủ                  |
| 368             | 23     | Chuyến bay trên cao              | Wild Flight                   | Nicolas Gallet                  | François Reczulski       | Khinh khí cầu                      |
| 369             | 24     | Quả bóng nảy                     | Bouncing Ball                 | Olivier Jean-Marie              | Olivier Jean-Marie       | Quả bóng lỗi                       |
| 370             | 25     | Con gián Oggy                    | Cockroach Oggy                | Savy Durand                     | Rudy Bloss               | Biến hình                          |
| 371             | 26     | Hàng xóm xâm nhập                | An Intrusive Neighbor         | François Rosso                  | François Rosso           | Áo nhà tắm                         |
| 372             | 27     | Bản dạ khúc cho con quái vật     | Serenade for a Monster        | Olivier Jean-Marie              | François Rosso           | Kèn túi                            |
| 373             | 28     | Hàm răng giả chống sốc           | A Shockproof Denture          | François Rosso                  | François Rosso           | Cái răng cho cái răng              |
| 374             | 29     | Một con mồi nổi loạn             | A Rebel Bait                  | Paul Nougha                     | Thomas Szabó             | Mồi Cắn trở lại                    |
| 375             | 30     | Một chuyến tàu hoang dã          | A Wild Train Ride             | Olivier Jean-Marie              | Patrick Claeys           | Một lối sống theo dõi              |
| 376             | 31     | Ngày xui xẻo                     | Bad Luck Day                  | Thierry Benenati                | François Reczulski       | Nhầm cạnh bên của giường           |
| 377             | 32     | Huấn luyện mèo                   | Oggy Cat Trainer              | Olivier Jean-Marie              | Thomas Szabó             | Oggy có mèo con                    |
| 378             | 33     | Người thuê nhà                   | The Tenants                   | Nicolas Gallet                  | Thomas Szabó             | Nhà cho thuê                       |
| 379             | 34     | Chiến tranh sô cô la             | Chocolate Wars                | Jim Gomez                       | François Reczulski       | Sô cô la đắng                      |
| 380             | 35     | Thiên nhiên đang gọi             | Nature's Call                 | Nicolas Gallet                  | Lionel Allaix            | Chiếm đóng                         |
| 381             | 36     | Học bay                          | Flying Lesson                 | Paul Nougha                     | Jean-Charles Fink        | Người tham vọng cao                |
| 382             | 37     | Lái xe điên rồ                   | Crazy Driving!                | Nicolas Gallet                  | François Reczulski       | Mẹo cho con đường                  |
| 383             | 38     | Trò chơi xếp hình                | Puzzle Mania                  | Michel Gaudelette               | François Rosso           | Oggy chơi xếp hình                 |
| 384             | 39     | Chuyến giao hàng đặc biệt        | Special Deliveries            | Nicolas Gallet                  | Charles Vaucelle         | Em bé lạc                          |
| 385             | 40     | Dưới ánh sáng mặt trời           | Under the Sun                 | Olivier Jean-Marie              | François Reczulski       | Sóng nhiệt                         |
| 386             | 41     | Úm ba la xì bùa                  | Abracadabra                   | Paul Nougha                     | Fred Vervisch            | Joker nói đùa                      |
| 387             | 42     | Một con vật cưng ngoan ngoãn     | A Voracious Pet               | Olivier Jean-Marie              | Fabien Brandily          | Đà điểu đói                        |
| 388             | 43     | Nghiện TV                        | TV Addict                     | Michel Gaudelette               | François Reczulski       | Ám ảnh cái TV                      |
| 389             | 44     | Gấu bông đáng yêu                | Sweet Teddy-Bear              | Michel Gaudelette               | Olivier Jean-Marie       | Gấu không thể chịu được            |
| 390             | 45     | Robot Oggy                       | Oggy Robot                    | Jean Louis Capron               | François Reczulski       | Mèo máy                            |
| 391             | 46     | Giáng sinh vui nhộn              | Christmas Spirit              | Paul Nougha                     | Luis Ruiz                | Đình chiến mùa Giáng Sinh          |
| 392             | 47     | Một ngày cuối tuần điên rồ       | A Crazy Weekend               | Olivier Jean-Marie              | François Reczulski       | Ngày Chủ nhật xanh                 |
| 393             | 48     | Thử thách                        | The Challenge                 | Olivier Jean-Marie              | Olivier Jean-Marie       | Trận đấu tranh giành điều khiển    |
| 394             | 49     | Cơn sút bóng đá                  | Soccer Fever                  | Olivier Jean-Marie              | Christopher Ollivier     | Cú sút Phạt đền                    |
| 395             | 50     | Thất lạc trên biển               | Lost at Sea                   | Olivier Jean-Marie              | Charles Vaucelle         | Rủi ro biển                        |
| 396             | 51     | Vào sâu trong hoang dã           | Deep into the Wild            | Olivier Jean-Marie              | Charles Vaucelle         | Safari rất tốt                     |
| 397             | 52     | Bữa tiệc khu vườn kì quặc        | Wacky Garden Party            | Michel Gaudelette               | Lionel Allaix            | Tiệc BBQ                           |
| 398             | 53     | Đến giờ đi tắm rồi!              | Bath Time!                    | Jean-Louis Capron               | François Rosso           | Ngày giặt giũ                      |
| 399             | 54     | Vô địch Bowling                  | Bowling Champions             | Michel Gaudelette               | Lionel Allaix            | Cú Strike                          |
| 400             | 55     | Em gái Oggy                      | Oggy's Sister                 | Olivier Jean-Marie              | François Reczulski       | Yêu và nụ hôn                      |
| 401             | 56     | Một thân hình phù hợp cho Oggy   | A Fit Body for Oggy           | John Loy                        | Véronique Maladenat      | Oggy ăn kiêng                      |
| 402             | 57     | Khuôn mặt mới của Oggy           | Oggy's Brand New Face         | Paul Nougha Olivier Jean-Marie  | Fred Vervisch            | Đối mặt                            |
| 403             | 58     | Sấm Oggy                         | Thunder Oggy                  | François Rosso                  | François Rosso           | Tai vách mạch rừng                 |
| 404             | 59     | Công trình đang được tiến hành   | Destruction Work in Progress  | Jean-Louis Capron               | Lionel Allaix            | Cẩn thận với sự phá hủy            |
| 405             | 60     | Người bạn nhờn                   | A Greedy Friend               | Nicolas Gallet                  | Jean-Christophe Dessaint | Chất nhờn                          |
| 406             | 61     | Có gì trên thực đơn vậy?         | What's on the Menu?           | John Loy                        | Christophe Pittet        | Ra ngoài buổi tối của Oggy         |
| 407             | 62     | Ngủ ngon, đừng ngủ chặt          | Good Night, Don't Sleep Tight | Jean-Christophe Dessaint        | Patrick Claeys           | Quái vật từ trong bùn              |
| 408             | 63     | Thảm họa bãi biển                | Beach Havoc                   | Olivier Jean-Marie              | François Reczulski       | Bãi biển                           |
| 409             | 64     | Oggy Mini                        | Itsy-Bitsy Oggy               | Olivier Jean-Marie              | Didier Degand            | Một thế giới nhỏ                   |
| 410             | 65     | Túi đồ ma thuật                  | Magic Laundry Bag             | Nicolas Gallet                  | Lionel Allaix            | Túi xách của Oggy                  |
| 411             | 66     | Vệ sĩ của Oggy                   | Bodyguard Oggy                | Nicolas Gallet                  | François Rosso           | Cẩn thận với vệ sĩ                 |
| 412             | 67     | Chơi đất sét                     | Playing Dough                 | Jean-Louis Capron               | Ludovic Hell             | Biến dạng                          |
| 413             | 68     | Điều khiển                       | Remote Controlled             | Michel Gaudelette               | François Rosso           | Chuyển động vĩnh viễn              |
| 414             | 69     | Dập tan cơn nóng                 | Locked Out                    | Paul Nougha                     | François Reczulski       | Tiền tiết kiệm                     |
| 415             | 70     | Điều khiển não                   | Brain Control                 | Olivier Jean-Marie              | Laurent Nicolas          | Tất cả đều nằm trong tầm kiểm soát |
| 416             | 71     | Một khách hàng không mong muốn   | An Unwanted Customer          | Nicolas Gallet                  | Patrick Claeys           | Mua sắm điên cuồng                 |
| 417             | 72     | Bị dính độc                      | Green Trouble                 | Michel Gaudelette               | Fred Vervisch            | 7 phút & đếm                       |
| 418             | 73     | Mạng Oggy                        | Cyber Oggy                    | Olivier Jean-Marie              | Luis Ruiz                | Thế giới ảo                        |
| 419             | 74     | Chiếc còi quyền lực              | Whistle Power                 | Paul Nougha                     | François Rosso           | Chiếc còi tạm dừng                 |
| 420             | 75     | Những thú vui của cắm trại       | The Delights of Camping       | Olivier Jean-Marie              | François Reczulski       | Trại viên vui vẻ                   |
| 421             | 76     | Phân chia ranh giới              | Bad Sport                     | Nicolas Gallet                  | Lionel Allaix            | Người chiến thắng                  |
| 422             | 77     | Đến giờ biểu diễn rồi!           | Showtime!                     | Olivier Jean-Marie              | Lionel Allaix            | Danh tiếng và vinh quang           |
| 423             | 78     | Điều trị nấc cục                 | Hiccup Treatment              | René-Louis Sauger               | Lionel Allaix            | Nấc cục                            |

### Mùa 7 (2018–2019)[4]
Lưu ý: trong mùa này cũng sẽ có những tập mới, không làm lại từ mùa 1 và 2 (được đánh dấu X ở cột "Làm lại từ")
| Tổng hợp số tập | Số tập | Tên tập phim (tiếng Việt)                   | Tên tiếng Anh                      | Được viết bởi                                    | Nghệ sĩ kịch bản bởi               | Đạo diễn chính Đạo diễn phụ | Làm lại từ                                    |
| --------------- | ------ | ------------------------------------------- | ---------------------------------- | ------------------------------------------------ | ---------------------------------- | --------------------------- | --------------------------------------------- |
| 424             | 1      | Thư viện hỗn loạn                           | Library Hysteria                   | Olivier Jean-Marie                               | Olivier Poirrete                   | Patrick Ducruet             | Đó là một chặng đường dài xuống               |
| 425             | 2      | Người canh giữ vàng                         | Well Guarded Gold                  | Paul Nougha                                      | Olivier Jean-Marie                 | Patrick Ducruet             | Tù nhân yêu thương của tôi                    |
| 426             | 3      | Làm giàu                                    | The Black Gold Rush                | Olivier Jean-Marie                               | Zyk                                | Patrick Ducruet             | Thứ bảy Cơn sốt đen                           |
| 427             | 4      | Trông trẻ                                   | Oggy the Babysitter                | Olivier Jean-Marie                               | Thomas Szabó                       | Patrick Ducruet             | Đừng đưa nôi!                                 |
| 428             | 5      | Những hồn ma ám ảnh Oggy                    | Ghost Hunting                      | Olivier Jean-Marie                               | François Reczulski                 | Patrick Ducruet             | Thợ săn ma                                    |
| 429             | 6      | Đứa trẻ rít                                 | The Whiz-Kid                       | Olivier Jean-Marie                               | Lionel Allaix                      | Patrick Ducruet             | Đứa con tinh thần                             |
| 430             | 7      | Máy bay không người lái bị mất kiểm soát    | Drone Out of Control!              | Olivier Jean-Marie                               | Jean-Christophe Dessaint           | Jean-Christophe Dessaint    | X                                             |
| 431             | 8      | Khung xương Oggy                            | Oggy's Exoskeleton                 | Olivier Jean-Marie                               | Patrick Claeys                     | Patrick Ducruet             | Tệp tin kỹ thuật                              |
| 432             | 9      | Những con gián linh thiêng                  | The Sacred Roaches                 | Olivier Jean-Marie                               | Olivier Jean-Marie                 | Patrick Ducruet             | Pharaoh                                       |
| 433             | 10     | Tẩy trắng                                   | Bleached!                          | Olivier Jean-Marie                               | François Rosso                     | Patrick Ducruet             | Đen và Trắng                                  |
| 434             | 11     | Hội chợ                                     | Wild Rides at the Fair             | Olivier Jean-Marie                               | François Reczulski                 | Patrick Ducruet             | Lễ hội Carnival ở Thị trấn                    |
| 435             | 12     | Rừng xanh của Oggy                          | Oggy's Jungle                      | Nicolas Gallet                                   | Thomas Szabó                       | Patrick Ducruet             | Khu vườn kinh dị                              |
| 436             | 13     | Nhiệm vụ cây thông                          | Xmas Tree Quest                    | Olivier Jean-Marie                               | Olivier Jean-Marie                 | Patrick Ducruet             | Hòa bình Xanh                                 |
| 437             | 14     | Hoảng loạn trên không                       | Panic In The Air                   | Olivier Jean-Marie                               | Lionel Allaix                      | Patrick Ducruet             | Lo ngại về độ cao                             |
| 438             | 15     | Câu lạc bộ bãi biển của Oggy                | Oggy's Beach Club                  | Olivier Jean-Marie                               | François Reczulski                 | Patrick Ducruet             | Cuộc sống là một bãi biển                     |
| 439             | 16     | Oggy và chiếc vòng đeo tay không thông minh | Oggy and the Not So Smart Bracelet | Olivier Jean-Marie                               | Jean-Christophe Dessaint           | Jean-Christophe Dessaint    | X                                             |
| 440             | 17     | Thiền học Oggy                              | Zen Oggy                           | Olivier Jean-Marie                               | François Rosso                     | Patrick Ducruet             | Điện hoa                                      |
| 441             | 18     | Oggy nuôi ốc sên                            | Oggy Snail Farmer                  | Olivier Jean-Marie                               | Thomas Szabó                       | Patrick Ducruet             | Oggy có ốc sên                                |
| 442             | 19     | Thể thao trong nhà                          | Extreme Indoor Sports              | Nicolas Le Nevé                                  | Paul Etienne Bourde-Cice           | Jean-Christophe Dessaint    | X                                             |
| 443             | 20     | Con chuột máy tấn công                      | Mouse Attack                       | Olivier Jean-Marie Jean De Loriol Pierre Olivier | Christophe Pittet                  | Patrick Ducruet             | Máy khuấy chuột                               |
| 444             | 21     | Sức mạnh của tình yêu                       | The Power Of Love                  | Olivier Jean-Marie                               | Olivier Jean-Marie                 | Patrick Ducruet             | Cứ liều thử đi, Jack                          |
| 445             | 22     | Gấu bông của Oggy                           | Oggy's Teddy Bear                  | Nicolas Gallet                                   | Yves Montagne                      | Jean-Christophe Dessaint    | X                                             |
| 446             | 23     | Đoán xem ai trong tủ lạnh?                  | Guess Who's in the Fridge?         | Michel Gaudelette                                | François Reczulski                 | Patrick Ducruet             | Chỗ chim cánh cụt hỗn loạn                    |
| 447             | 24     | Những con gián chuyển nhà                   | The Roaches' Move                  | François Rosso                                   | François Rosso                     | Patrick Ducruet             | Vượt giới hạn                                 |
| 448             | 25     | Nhảy tự do                                  | Freefall Jump                      | Olivier Jean-Marie                               | Olivier Jean-Marie                 | Patrick Ducruet             | Nhảy dù                                       |
| 449             | 26     | Oggy đam mê tốc độ                          | Oggy at Top Speed                  | Jean-Louis Capron                                | Jean-François Galataud             | Patrick Ducruet             | Đua xe trong nhà                              |
| 450             | 27     | Bên trong Oggy                              | Inside Oggy                        | Christopher Assefi                               | François Reczulski                 | Patrick Ducruet             | Bên trong cơ thể                              |
| 451             | 28     | Kính nhìn xuyên thấu                        | Roach Vision                       | Nicolas Le Nevé                                  | Paul Etienne Bourde-Cice           | Jean-Christophe Dessaint    | X                                             |
| 452             | 29     | Chào mừng đến với sao Hỏa                   | Welcome to Mars                    | Olivier Jean-Marie                               | François Rosso                     | Patrick Ducruet             | Nhiệm vụ tới Trái Đất                         |
| 453             | 30     | Chuyến tàu cao tốc                          | Roach Express                      | Olivier Jean-Marie                               | Olivier Jean-Marie                 | Patrick Ducruet             | Xin đừng nhoài người ra khỏi cửa sổ           |
| 454             | 31     | Trò chơi Oggymon Go                         | Oggymon Go                         | Nicolas Gallet                                   | Jean-Christophe Dessaint           | Jean-Christophe Dessaint    | X                                             |
| 455             | 32     | Lái cây chổi                                | Broom Driving                      | Olivier Jean-Marie                               | Jean-François Galataud             | Patrick Ducruet             | Oggy và cây chổi thần                         |
| 456             | 33     | Oggy học cách bơi hay là không              | Oggy Learns to Swim or Not         | Olivier Jean-Marie                               | Marc Gordon-Bates                  | Patrick Ducruet             | Tận cùng                                      |
| 457             | 34     | Để tôi giúp một tay, Oggy                   | Lend Me a Hand, Oggy!              | Nicolas Gallet                                   | Luan Vu-Ba                         | Jean-Christophe Dessaint    | X                                             |
| 458             | 35     | Oggy đi du lịch                             | Oggy's Vacations                   | Nicolas Gallet                                   | François Reczulski                 | Patrick Ducruet             | Oggy Lên đường                                |
| 459             | 36     | Lặn bãi rác                                 | Dumpster Diving                    | Nicolas Gallet                                   | François Rosso                     | Patrick Ducruet             | Bãi rác                                       |
| 460             | 37     | Oggy tại nhà hát                            | Oggy at the Opera                  | Olivier Jean- Marie                              | François Reczulski                 | Patrick Ducruet             | 1 đêm tại nhà hát Opera                       |
| 461             | 38     | Oggy kẹt trên tờ giấy                       | Oggy Copy Cat                      | Olivier Jean- Marie                              | Patrick Claeys                     | Patrick Ducruet             | Giấy đuổi theo                                |
| 462             | 39     | Cậu anh trai của những chú gián             | A Roachneck Cousin                 | Jean-Louis Capron                                | Lionel Allaix                      | Patrick Ducruet             | Chú gián da trắng                             |
| 463             | 40     | Chia sẻ Oggy                                | Sharing Oggy                       | Nicolas Le Nevé                                  | Yves Montagne                      | Jean-Christophe Dessaint    | X                                             |
| 464             | 41     | Thang máy của Oggy                          | Oggy's Elevator                    | Olivier Jean-Marie                               | Charles Vaucelle                   | Patrick Ducruet             | Đi lên                                        |
| 465             | 42     | Ca điều trị đặc biệt                        | A Very Special Treatment           | John Loy Olivier Jean-Marie                      | Olivier Jean-Marie                 | Patrick Ducruet             | Phòng cấp cứu                                 |
| 466             | 43     | Chiếc cần cẩu                               | Oggy Cranes His Neck               | Olivier Jean-Marie                               | Paul Etienne Bourde-Cice           | Jean-Christophe Dessaint    | X                                             |
| 467             | 44     | Và người chiến thắng là... Deedee!          | And the Winner is... Deedee!       | Olivier Jean-Marie                               | François Reczulski                 | Patrick Ducruet             | Sữa ăn kiêng                                  |
| 468             | 45     | Oggy đi Paris                               | Oggy Goes to Paris                 | Olivier Jean-Marie                               | Olivier Jean-Marie                 | Patrick Ducruet             | Chào mừng đến với Paris                       |
| 469             | 46     | Độ cao chóng mặt!                           | Vertigo!                           | Olivier Jean-Marie                               | François Reczulski                 | Patrick Ducruet             | Sự trỗi dậy và sự sụp đổ                      |
| 470             | 47     | Tủ lạnh được bảo vệ an ninh cao             | High Security Fridge               | François Reczulski                               | François Reczulski                 | Patrick Ducruet             | Bị dính bẫy                                   |
| 471             | 48     | Dân golf chuyên nghiệp                      | The Golf Pro                       | Olivier Jean-Marie                               | Thomas Szabó                       | Patrick Ducruet             | Sân golf                                      |
| 472             | 49     | Hồ biến lúc nửa đêm                         | At the Stroke of Midnight          | Olivier Jean-Marie                               | Olivier Jean-Marie                 | Patrick Ducruet             | Quả bí ngô giả làm xe Ferrari                 |
| 473             | 50     | Gián ngoài hành tinh                        | Alien Roaches                      | John Loy                                         | Christophe Pittet                  | Patrick Ducruet             | Gián vũ trụ                                   |
| 474             | 51     | Chiếc hộp cười                              | The Laugh Box                      | Olivier Jean-Marie                               | Thomas Szabó                       | Patrick Ducruet             | Hài kịch                                      |
| 475             | 52     | Giấu và đi râu ria                          | Hide And Go Whiskers!              | Nicolas Gallet                                   | Luan Vu-Ba                         | Jean-Christophe Dessaint    | X                                             |
| 476             | 53     | Lối ra đâu rồi?                             | Where's the Exit?                  | Nicolas Gallet                                   | Ludovic Hell                       | Patrick Ducruet             | Thiếu trong hành động                         |
| 477             | 54     | Bị lấy não                                  | Brainy Roaches                     | Michel Gaudelette                                | François Reczulski                 | Patrick Ducruet             | Đồ chơi sống                                  |
| 478             | 55     | Chăm sóc người hàng xóm                     | Nursing the Neighbor               | Nicolas Le Nevé                                  | Jean-François Galataud Eric Dragon | Jean-Christophe Dessaint    | X                                             |
| 479             | 56     | Chuyến tham quan vũ trụ                     | Space Journey                      | Olivier Jean-Marie                               | Charles Vaucelle                   | Patrick Ducruet             | Lạc trong không gian                          |
| 480             | 57     | Trận đấu boxing                             | Boxing Match                       | Michel Gaudelette                                | François Rosso                     | Patrick Ducruet             | Trận đấu quyền anh                            |
| 481             | 58     | Lạnh cứng                                   | Freezing Cold                      | Olivier Jean-Marie                               | Charles Vaucelle                   | Patrick Ducruet             | Giữ mát!                                      |
| 482             | 59     | Một chuyến tàu mơ mộng                      | A Dreamy Cruise                    | Olivier Jean-Marie                               | François Rosso                     | Patrick Ducruet             | Nguy hiểm! Nguy hiểm!                         |
| 483             | 60     | Oggy bị thôi miên                           | Hypnotic Oggy                      | Nicolas Gallet                                   | François Rosso                     | Patrick Ducruet             | Thôi miên                                     |
| 484             | 61     | Cuộc sống như sở thú                        | Life's a Zoo                       | Jean-Christophe Dessaint Patrick Ducruet         | Jean-Christophe Dessaint           | Jean-Christophe Dessaint    | X                                             |
| 485             | 62     | Câu cá điên cuồng                           | Fishing Frenzy                     | Olivier Jean-Marie                               | François Reczulski                 | Patrick Ducruet             | Câu cá vui đùa                                |
| 486             | 63     | Con rắn và đồ ăn vặt                        | Snake and Snacks                   | Michel Gaudelette                                | Patrick Claeys                     | Patrick Ducruet             | Cảnh báo! Trăn xiết mồi trên đường chạy trốn! |
| 487             | 64     | Con chó sói                                 | The Big Bad Wolf                   | Olivier Jean-Marie                               | Jean-François Galataud Eric Dragon | Jean-Christophe Dessaint    | X                                             |
| 488             | 65     | Những bộ môn thể thao khác nhau             | Poor Sports                        | Jean-Christophe Dessaint                         | Jean-Christophe Dessaint           | Jean-Christophe Dessaint    | X                                             |
| 489             | 66     | Những chú gián khổng lồ                     | The Giant Roaches                  | Michel Gaudelette                                | François Reczulski                 | Patrick Ducruet             | Oggy và chú gián khổng lồ                     |
| 490             | 67     | Máy bán đồ ăn tự động                       | The Food Dispenser                 | Nicolas Gallet                                   | Mathieu Chaptel                    | Jean-Christophe Dessaint    | X                                             |
| 491             | 68     | Lên, lên và lên                             | Up, Up and Up!                     | Nicolas Gallet                                   | François Rosso                     | Patrick Ducruet             | Lên đến ... Không tốt!                        |
| 492             | 69     | Đại tướng Jack                              | General Jack                       | Olivier Jean-Marie                               | François Reczulski                 | Patrick Ducruet             | Nhà độc tài                                   |
| 493             | 70     | Trở lại trường học                          | Back To School                     | Jean-Christophe Dessaint                         | Jean-Christophe Dessaint           | Jean-Christophe Dessaint    | X                                             |
| 494             | 71     | Tin giả                                     | Fake News                          | Nicolas Le Nevé                                  | Eric Dragon                        | Jean-Christophe Dessaint    | X                                             |
| 495             | 72     | Máy móc                                     | The Machine                        | Michel Gaudelette                                | Zyk                                | Patrick Ducruet             | Jack trong cái hộp                            |
| 496             | 73     | Ai lau nhà?                                 | Whose Turn To Do the Dishes?       | Nicolas Le Nevé                                  | Alexis Madrid                      | Jean-Christophe Dessaint    | X                                             |
| 497             | 74     | Nói nhảm                                    | Blah Blah Blah                     | Olivier Jean-Marie                               | François Rosso                     | Patrick Ducruet             | Hộp trò chuyện                                |
| 498             | 75     | Kiến cổ                                     | Alpine Antics                      | Olivier Jean-Marie                               | Lionel Allaix                      | Patrick Ducruet             | Bọ trượt tuyết                                |
| 499             | 76     | Tìm kiếm tài năng Oggy                      | Oggy's Got Talent!                 | Jean-Christophe Dessaint                         | Jean-Christophe Dessaint           | Jean-Christophe Dessaint    | X                                             |
| 500             | 77     | Cuộc săn phù thủy                           | The Witch Hunt                     | Jean-Christophe Dessaint                         | Jean-Christophe Dessaint           | Jean-Christophe Dessaint    | X                                             |
| 501             | 78     | Chạy đến nơi trú ẩn                         | Run for Shelter                    | Jean-Louis Capron                                | Patrick Claeys                     | Patrick Ducruet             | Bao vây                                       |